# Bayerisches Musiker-Lexikon Online
Le Bayerisches Musiker-Lexikon Online (Dictionnaire en ligne des musiciens bavarois)  (BMLO) est une encyclopédie en ligne de langue allemande qui traite des personnes bavaroises en relation avec l'histoire de la musique. Plus généralement, elle traite également de la musique en général et des personnalités importantes en relation avec la Bavière. Elle combine des prosopographies avec différents sujets culturels et scientifiques. Elle contient en 2014 environ 28 000 dossiers de biographies concernant le monde de la musique. La consultation du BMLO est gratuite et ne nécessite pas d'inscription.

## Historique
Le BMLO est financé depuis 2004 par la Fondation allemande pour la recherche (Deutsche Forschungsgemeinschaft = DFG) comme un projet modèlel pour la lexicographie musicologique. Avec le parrainage conjoint de l'Université Louis-et-Maximilien de Munich, la Bayerische Staatsbibliothek et la Société d'histoire de la musique bavaroise (Gesellschaft für Bayerische Musikgeschichte), le BMLO est élaboré sous la direction de l'historien de la musique Josef Focht avec le but de combler le fossé entre la musicologie et une expertise bibliothécaire. Le BMLO présente essentiellement l'état des recherches musicologiques, des encyclopédies et des ouvrages de référence, des références bibliographiques, des textes numérisés (en respectant les copyright) et des liens entre les ressources Internet.
Un approfondissement individuel de tous les dossiers est recherché par l'échange de collaboration avec des spécialistes (chercheurs et institutions) et est encouragé.

## Ressources bibliothécaires
En plus de la numérisation en série d'œuvres classiques telles que celles de Johann Gottfried Walther, Musikalisches Lexikon 1732; Ernst Ludwig Gerber, Historisch-biographisches Lexikon der Tonkünstler en deux tomes (1790 et 1792) et Neues historisch-biographisches Lexikon der Tonkünstler in vier Bänden (1810, 1812, 1813 und 1814); Felix Joseph Lipowsky, Baierisches Musik-Lexikon 1811, sont intégrées quelque 600 sources virtuelles, qui sont déjà en ligne dans des bibliothèques ou des instituts de recherche, tels que Robert Eitner, Biographisch-bibliographisches Quellen-Lexikon 1900 sur le site français Gallica ou la plateforme internet MUGI Musik und Gender im Internet de la Hochschule für Musik und Theater Hamburg. On accède ainsi à des dizaines de milliers d'images et de versions numériques de texte par l'intermédiaire de BMLO.
Par le biais du Personennamendatei PND (un type d'autorité pour les personnes utilisé pour référencer la littérature dans les bibliothèques), le BMLO offre à chaque personne des bibliographies dans plusieurs réseaux de bibliothèques scientifiques, tels que le Bibliotheksverbund ou de la Bibliothèque nationale allemande.